# Nkx2.5
Nkx2.5またはNkx2-5（NK-2 transcription factor related, locus 5）はホメオボックス配列を持ち、NK-2ファミリーに属する転写因子の1つで、心臓の発生に大きく関わっている。Csx（cardiac-specific homeobox）とも呼ばれる。発生初期の心筋前駆細胞に発現するとともに、出生後から成体に至るまで心筋細胞に発現が認められる。NK-2ファミリーの転写因子はショウジョウバエの背側管（dorsal vessel）の発生に関わるtinmanと相同性がある。

## 配列と構造

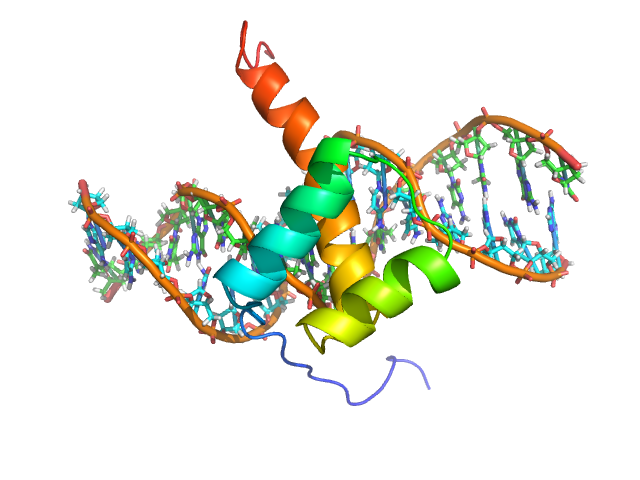
NK-2のホメオドメインとDNAの結合の様子。

Nkx2.5は主としてTN(tinman)ドメイン、ホメオドメイン（ホメオボックス）、NK2(NK-2-SD)ドメインの3つのドメインから構成される。TNドメインは10アミノ酸残基の長さで、他のタンパク質との相互作用に利用されるとされる。ホメオドメインは60アミノ酸残基の長さがありヘリックス・ターン・ヘリックス構造を有するDNAへの結合部位である。NK2ドメインはtinmanにはないドメインで、これも他のタンパク質との相互作用に役立つと考えられている。

## 誘導
Nkx2.5は心原基（cardiac crescent）の形成期にBMP（下流の転写因子はSmad）やGATA、FGFなどによって誘導されることが知られる。実際の心臓の発生では側板中胚葉の細胞が隣接する内胚葉からBMP2、FGFなどの傍分泌を受けて、Nkx2.5やGata4を発現する心筋前駆細胞へと分化する。一方で、Nkx2.5はSmadに働きかけてフィードバック的にBMPシグナルを抑制することで心筋細胞の数を制限している。Nkx2.5はGata4と同様、心房や心室に均一に発現する。Nkx2.5は他の転写因子とヘテロ二量体を形成することが出来る。例えば心房性ナトリウム利尿ペプチドをコードするANF遺伝子はNkx2.5とGata4の二量体によって活性化され、Nkx2.5とTbx2の二量体によって抑制される。